# Sam Yaffa
Sam Yaffa (ibland som Sami Yaffa eller Ulan Bator), ursprungligen Sami Takamäki, född 4 september 1963 i Esbo, är en finsk rockmusiker, mest känd som basist i Hanoi Rocks på 1980-talet. Han har också spelat med bland andra Joan Jett, Jetboy och Mad Juana. 2004 anslöt han sig till det pånyttfödda legendbandet The New York Dolls, där han fortfarande spelar.

## Biografi

### En ung punkare
Sam Yaffa började sin musikaliska karriär i Babblers 1977. Via ett projekt med Janne Haavisto och Mikko Lankinen (som senare skulle verka i Laika & The Cosmonauts) startade han det energiska punkbandet Suopo och spelade 1979 i Pohjanoteeraus med bl.a. Olli Hildén. 
När punkstjärnan Pelle Miljoona 1980 skulle sätta ihop sitt nya band Pelle Miljoona Oy hade han hört rykten om ett karismatiskt 16-årigt basistlöfte från Esbo. Trots att multiinstrumentalisten och sångaren Michael Monroe redan hade spelat några lyckade provspelningar som basist för bandet, prövades ändå Sami, som fick platsen. Tillsammans med bl.a. Andy McCoy cementerades då den legendariska uppsättningen av Pelle Miljoona Oy, som skulle spela in Pelles mest framgångsrika skiva någonsin, Moottoritie On Kuuma. År 1980 var Pelle Miljoona Oy Finlands hetaste band. 

### Hanoi Rocks
- Huvudartikel: Hanoi Rocks

Sami Takamäki bytte namn till Sam Yaffa och började spela med Hanoi Rocks tillsammans med Andy McCoy, Michael Monroe, Nasty Suicide och Gyp Casino. Hanoi Rocks gav mellan 1980 och 1984 ut sex skivor och turnerade världen runt. Efter trummisen Razzles död 1985 lämnade Sam gruppen, som splittrades ett halvt år senare.
Under sin tid i Hanoi Rocks spelade han också i bandet Fallen Angels tillsammans med gitarristen Nasty Suicide, trummisen Razzle och sångaren/låtskrivaren Knox från Vibrators. Samma år medverkade han tillsammans med Razzle och Andy McCoy på den japanska artisten Yusaki Hondas album Angel Of Glass.

### Glamrocken lever vidare
1985 flyttade han till Stockholm för att arbeta med sångaren Pelle Almgren. Samarbetet ledde till en EP under namnet Pelle Almgren & Sam Yaffa år 1986 och senare turnerade bandet som Palle Almgren/Sami Yaffa & Babysharks. 1987 inledde Sam ett kortlivat samarbete med ex- New York Dolls-gitarristen Johnny Thunders som bodde i Stockholm för tillfället. Spelningarna blev färre och färre och Sam Yaff funderade allvarligt på att skaffa sig ett ”riktigt” jobb. Men sen förändrades allt. 
1987 fick Sam Yaffa ett erbjudande om att flytta till Los Angeles och ta upp den tomma basistplatsen i glamrockbandet Jetboy. Han tackade och bockade och satte sig på planet. I Jetboy spelade han tre år och medverkade på två skivor, Feel The Shake och Damned Nation. När han en gång landat i Hollywood, fanns det ingen återvändo. Sam drogs från band till band. Under tiden han turnerade i USA och Japan med Jetboy, hann han också arbeta med Johnny Thunders, som nu återvänt från Sverige, Stronzo (ett coverband med bl.a. Marc Ford från The Black Crowes och Craig Ross från Lenny Kravitz band) och Michael Monroe. I slutet av 80-talet fungerade Sam Yaffa också en kort tid som basist för det finska bandet Smack som flyttat till Los Angeles. Han gav egentligen inte ut någon produktion tillsammans med bandet, men man kan höra hans basspel på två Smacklåtar, som senare getts ut som bonusmaterial. Av någon orsak är han krediterad under pseudonymen Ulan Bator.
1990 grundade Sam tillsammans med Michael Monroe och Steve Stevens det olyckliga bandet Jerusalem Slim i New York, som gav ut en dyr skiva för PolyGram, men vars sound förstördes helt av den tyska producenten Michael Wagener. Den hårda takten fortsatte på 1990-talets början. Förutom i Jerusalem Slim och Michael Monroes soloband, spelade Sam i Love Pirates med Gass Wylde och med Alison Gordys band. Han spelade också bas på Alisons skiva Mad As Hell.

### Punk, folkmusik och Dolls
1992 startade Sam, Michael Monroe, Jay Hening och Jimmy Clark bandet Demolition 23. Bandet turnerade i USA med en uppsättning rå garagepunk. När Demolition 23 skulle till Japan, fick gitarristen Hening problem med sitt pass och han ersattes av Nasty Suicide, som senare blev bandets ordinarie gitarrist. Bandet gav ut skivan Demolition 23 år 1994 inför en enigt entusiastisk kritikerkår. Strax innan en turné i Storbritannien meddelade ändå Nasty att han hoppar av kälken och sätter sig på skolbänken. Det var slutet för Demolition 23. 
Sam återvände till New York, där han grundade bandet Lewd Vagrant tillsammans med sin fru Karmen Guy. De båda körde också igång projektet Mad Juana, som under årens lopp fungerat som ett projektband för många multiinstrumentalister. Bandets spelar i första hand akustiskt och Sam spelar gitarr och inte bas i Mad Juana. Repertoaren sträcker sig från folkmusik till blues, funk och reggae, men rötterna sitter djupt i punkrocken.
1996 hjälpte Sam till med att spela in Nasty Suicides (nu under hans riktiga namn Jan Stenfors) soloskiva Vinegar Blood och turnerade också en tid med honom i Finland. Stationerad i New York har Sam under slutet av 1990-talet hunnit spela med banden Vasquez, The Waldos och Murphy's Law. Dessutom spelar Sam och Karmen både live och i studion med andra artister, bara för nöjes skull.
År 2003 tog Sams karriär igen en oväntad vändning då han blev erbjuden att spela bas för Joan Jett & The Blackhearts, ett samarbete som avlsutades 2004. Samma år kom nästa erbjudande; att gå med i hans gamla förebildsband The New York Dolls. Av det gamla Dolls fanns nu bara sångaren David Johansen och gitarristen Sylvain Sylvain kvar i livet. De övriga medlemmarna är Steve Conte (gitarr), Brian Delaney (trummor) och Brian Koonin (keyboards). Sedan dess har The New York Dolls turnerat runt världen och på sommaren 2006 släpptes skivan One Day It Will Please Us To Remember Even This. Gästande artister är bland annat Iggy Pop och Michael Stipe. Det betydde en ny storhetstid för det legendariska protopunkbandet.

## Sam band
- Babblers
- Suopo
- Pohjanoteeraus
- Pelle Miljoona Oy
- Hanoi Rocks
- Fallen Angels
- Pelle Almgren/Sam Yaffa & Babysharks
- Johnny Thunders solo
- Jetboy
- Stronzo
- Michael Monroe solo
- Jerusalem Slim
- Love Pirates
- Alison Gordy
- Demolition 23
- Lewd Vagrant
- Mad Juana
- Jan Stenfors solo
- Vasquez
- The Waldos
- Murphy's Law
- Joan Jett & The Blackhearts
- The New York Dolls

## Diskografi
Album
- Moottoritie on kuuma (Pelle Miljoona Oy, 1980)
- Bangkok Shocks, Saigon Shakes, Hanoi Rocks (Hanoi Rocks, 1981)
- Oriental Beat (Hanoi Rocks, 1982)
- Self Destruction Blues (Hanoi Rocks, 1983)
- Back To Mystery City (Hanoi Rocks, 1983)
- All Those Wasted Years (Hanoi Rocks, 1984)
- Two Steps From The Move (Hanoi Rocks, 1984)
- Fallen Angels (Fallen Angels, 1984)
- Feel The Shake (Jetboy, 1988)
- Damned Nation (Jetboy, 1989)
- Jerusalem Slim (Jerusalem Slim, 1992)
- Mad As Hell (Alison Gordy "Blonde & Blue", 1993)
- Demolition 23 (Demolition 23, 1994)
- Vinegar Blood (Jan Stenfors, 1997)
- Skin Of My Teeth (Mad Juana, 1997)
- In Your Blood (Mad Juana, 2000)
- Acoustic Voodoo (Mad Juana, 2006)
- One Day It Will Please Us To Remember Even This (The New York Dolls, 2006)